# Gallirallus sharpei
El rascón de Sharpe (Gallirallus sharpei) era una supuesta especie de ave de la familia Rallidae. Se conoce a partir de un solo espécimen tipo de origen desconocido, pero que se había especulado que provenía de Indonesia. Se la consideraba extinta por la carencia de registros recientes, pero nuevas pruebas genéticas indican que se trata de un morfo oscuro del rascón filipino.
Su nombre hace referencia al zoólogo británico Richard Bowdler Sharpe.